# Жељко Лукајић
Жељко Лукајић (Горажде, 14. децембар 1958) српски је кошаркашки тренер. Тренутно је главни тренер Џокера.

## Каријера
Самосталну тренерску каријеру је започео у екипама Фамоса из Храснице и Игмана са Илиџе. У сезони 1991/92. био је тренер сарајевског Жељезничара, али почетком рата у БиХ напустио је клуб и преселио се у Србију.
У сезони 1992/93. био је тренер Кикинде, а у сезони 1993/94. водио је београдски Партизан, са којим је освојио национални куп и пласирао се у финале плеј-офа првенства. У сезони 1994/95. био је тренер клуба Боровица из Руме, са којим је такође изборио пласман у финале плеј-офа националног првенства. Године 1996. преузео је солунски ПАОК, са којим је стигао до финала Купа Сапорте.
Од 1998. до 2005. тренирао је екипу Хемофарма, са којом се 2001. пласирао у финале последњег издања међународног Купа Радивоја Кораћа, у ком је вршачки тим изгубио од Малаге. У сезони 2001/02. са Хемофармом се пласирао на финални турнир ФИБА Купа. У сезони 2004/05. клубом је освојио Јадранску лигу и изборио пласман у полуфинале УЛЕБ купа.
Потом је са Игокеом освојио Куп БиХ, са бугарским Лукојл академиком бугарско првенство и куп, а затим је био тренер руског тима Универзитет Југра Сургут.
Од јануара 2010. до јануара 2012. поново је био први тренер Хемофарма, а месец дана након одласка постављен је за првог тренера украјинске Политехнике, коју је водио до децембра 2013. године.
У новембру 2014. поново је постављен за тренера Игокее. Са њима је у сезони 2014/15. освојио првенство и куп БиХ. У децембру 2015, након неколико слабих резултата, смењен је са места тренера Игокее.
У децембру 2017. Лукајић је преузео МЗТ из Скопља. Водио их је до априла 2018. када је из личних разлога одлучио да раскине уговор. Лукајић је са МЗТ-ом освојио куп Македоније, а у првенству је остварио 11 победа и три пораза. У регионалној АБА лиги није био успешан, па је са скором 1:11 и завршио на последњем месту.
Почетком јануара 2023. именован је за тренера суботичког Спартака. Средином априла исте године је смењен. Десетог октобра 2023. постао је тренер Џокера из Сомбора.

## Тренерски успеси
- Партизан:
  - Куп СР Југославије (1): 1994.
- Хемофарм:
  - Јадранска лига (1): 2004/05.
- Игокеа:
  - Првенство Босне и Херцеговине (1): 2014/15.
  - Куп Босне и Херцеговине (2): 2007, 2015.
- Лукојл академик:
  - Првенство Бугарске (1): 2007/08.
  - Куп Бугарске (1) : 2008.
- МЗТ Скопље:
  - Куп Македоније (1): 2018.